# مارکو لیپ
مارکو لیپ (انگلیسی: Marko Lipp؛ زادهٔ ۱۹ مارس ۱۹۹۹) بازیکن فوتبال اهل استونی است.
از باشگاه‌هایی که در آن بازی کرده است می‌توان به باشگاه فوتبال لوادیا تالین اشاره کرد.
وی همچنین در تیم‌های ملی فوتبال زیر ۱۷ سال استونی، زیر ۱۹ سال استونی، زیر ۲۱ سال استونی، زیر ۲۳ سال استونی، و استونی بازی کرده است.